# محافظة لانغ سون
محافظة لانغ سون  ( بالفيتنامية : Lạng Sơn ) هي إحدى محافظات فيتنام. وتقع في شمال شرق.